# Sinna unicolor
Sinna unicolor är en fjärilsart som beskrevs av Alfred Ernest Wileman 1911. Sinna unicolor ingår i släktet Sinna och familjen trågspinnare. Inga underarter finns listade i Catalogue of Life.